# Lijst van Belgische records atletiek
Deze pagina geeft een overzicht van de Belgische records in de atletieksport.

## Outdoor

### Springen
| Onderdeel            | Record  | Persoon             | Plaats     | Jaar             |
| -------------------- | ------- | ------------------- | ---------- | ---------------- |
| Mannen               |         |                     |            |                  |
| Hoogspringen         | 2,36 m  | Eddy Annys          | Gent       | 26 mei 1985      |
| Polsstokhoogspringen | 5,85 m  | Ben Broeders        | Merzig     | 11 juni 2022     |
| Verspringen          | 8,25 m  | Erik Nys            | Hechtel    | 6 juli 1996      |
| Hink-stap-springen   | 17,00 m | Michael Velter      | Vilvoorde  | 14 mei 2006      |
| Vrouwen              |         |                     |            |                  |
| Hoogspringen         | 2,05 m  | Tia Hellebaut       | Peking     | 23 augustus 2008 |
| Polsstokhoogspringen | 4,73 m  | Elien Vekemans      | Jockgrim   | 13 augustus 2025 |
| Verspringen          | 6,86 m  | Nafissatou Thiam    | Birmingham | 18 augustus 2019 |
| Hink-stap-springen   | 14,55 m | Svetlana Bolshakova | Barcelona  | 31 juli 2010     |

### Werpen
| Onderdeel      | Record  | Persoon               | Plaats     | Jaar              |
| -------------- | ------- | --------------------- | ---------- | ----------------- |
| Mannen         |         |                       |            |                   |
| Kogelstoten    | 19,34 m | Georges Schroeder     | Heizel     | 30 mei 1976       |
| Discuswerpen   | 67,26 m | Philip Milanov        | Doha       | 6 mei 2016        |
| Hamerslingeren | 71,76 m | Marnix Verhegghe      | Obourg     | 24 september 1989 |
| Speerwerpen    | 87,35 m | Timothy Herman        | Nairobi    | 13 mei 2023       |
| Vrouwen        |         |                       |            |                   |
| Kogelstoten    | 17,29 m | Jolien Boumkwo        | Halle      | 25 mei 2024       |
| Discuswerpen   | 61,40 m | Marie-Paule Geldhof   | Eeklo      | 30 april 1994     |
| Hamerslingeren | 69,91 m | Vanessa Sterckendries | Leverkusen | 23 augustus 2020  |
| Speerwerpen    | 59,32 m | Nafissatou Thiam      | Götzis     | 28 mei 2017       |

### Horden
| Onderdeel      | Record  | Persoon             | Plaats            | Jaar             |
| -------------- | ------- | ------------------- | ----------------- | ---------------- |
| Mannen         |         |                     |                   |                  |
| 110 m horden   | 13,19 s | Michael Obasuyi     | Oordegem          | 9 augustus 2025  |
| 400 m horden   | 48,66 s | Julien Watrin       | Brussel           | 2 september 2022 |
| 3000 m steeple | 8.10,01 | William Van Dijck   | Brussel           | 5 september 1986 |
| Vrouwen        |         |                     |                   |                  |
| 100 m horden   | 12,71 s | Anne Zagré          | Heusden-Zolder    | 18 juli 2015     |
| 100 m horden   | 12,71 s | Yanla Ndjip-Nyemeck | Eugene (Oregon)   | 12 juni 2025     |
| 400 m horden   | 54,33 s | Hanne Claes         | La Chaux-de-Fonds | 2 juli 2023      |
| 3000 m steeple | 9.25,80 | Eline Dalemans      | Hengelo           | 9 juni 2025      |

### Sprint / middellange afstand
| Onderdeel                   | Record       | Persoon                                                                                      | Plaats            | Jaar              |
| --------------------------- | ------------ | -------------------------------------------------------------------------------------------- | ----------------- | ----------------- |
| Mannen                      |              |                                                                                              |                   |                   |
| 100 m                       | 10,02 s      | Ronald Desruelles                                                                            | Luik              | 11 mei 1985       |
| 200 m                       | 20,13 s      | Simon Verherstraeten                                                                         | La Chaux-de-Fonds | 14 juli 2024      |
| 400 m                       | 44,15 s      | Alexander Doom                                                                               | Rome              | 10 juni 2024      |
| 800 m                       | 1.42,43      | Eliott Crestan                                                                               | Parijs            | 7 juli 2024       |
| 1000 m                      | 2.15,29      | Pieter Sisk                                                                                  | Oordegem          | 9 augustus 2025   |
| 1500 m                      | 3.30,99      | Ruben Verheyden                                                                              | Parijs            | 20 juni 2025      |
| 1 mijl                      | 3.50,67      | Ruben Verheyden                                                                              | Oslo              | 12 juni 2025      |
| 2000 m                      | 4.52,37      | Ruben Verheyden                                                                              | Brussel           | 8 september 2023  |
| 3000 m                      | 7.26,62      | Mohammed Mourhit                                                                             | Monaco            | 18 augustus 2000  |
| 4 × 100 m estafette         | 38,49 s      | Robin Vanderbemden Antoine Snyders Kobe Vleminckx Simon Verherstraeten                       | Guangzhou         | 11 mei 2025       |
| 4 × 100 m estafette (clubs) | 39,64 s      | AV Lyra Lierse: Robbe Torfs Simon Verherstraeten Kobe Vleminckx Maarten Heylen               | Oordegem          | 15 september 2024 |
| 4 × 200 m estafette         | 1.22,96      | AV Lyra Lierse: Simon Verherstraeten Christian Iguacel Kobe Vleminckx Robbe Torfs            | Oordegem          | 15 september 2024 |
| 4 × 400 m estafette         | 2.57,75      | Jonathan Sacoor Dylan Borlée Kevin Borlée Florent Mabille                                    | Saint-Denis       | 10 augustus 2024  |
| 4 × 400 m estafette (clubs) | 3.05,57      | Olympic Essenbeek Halle: Tuur Bras Dylan Borlée Kevin Borlée Jonathan Sacoor                 | Brussel           | 14 september 2024 |
| 4 × 800 m estafette         | 7.15,8 (HT)  | André Ballieux Alfred Langenus Emile Leva Roger Moens                                        | Bosvoorde         | 8 augustus 1956   |
| 4 × 1500 m estafette        | 15.06,8 (HT) | Marc Corstjens Ivo Claes Gino Van Geyte Christophe Impens                                    | Sheffield         | 5 juni 1992       |
| Vrouwen                     |              |                                                                                              |                   |                   |
| 100 m                       | 11,04 s      | Kim Gevaert                                                                                  | Brussel           | 9 juli 2006       |
| 200 m                       | 22,20 s      | Kim Gevaert                                                                                  | Brussel           | 9 juli 2006       |
| 300 m                       | 36,47 s      | Cynthia Bolingo Mbongo                                                                       | Kessel-Lo         | 6 augustus 2022   |
| 400 m                       | 49,96 s      | Cynthia Bolingo Mbongo                                                                       | Boedapest         | 21 augustus 2023  |
| 800 m                       | 1.58,31      | Sandra Stals                                                                                 | Hechtel           | 1 augustus 1998   |
| 1000 m                      | 2.35,98      | Elise Vanderelst                                                                             | Heusden           | 3 juli 2021       |
| 1500 m                      | 4.01,26      | Elise Vanderelst                                                                             | Brussel           | 14 september 2024 |
| 1 mijl                      | 4.26,09      | Elise Vanderelst                                                                             | Zagreb            | 11 september 2022 |
| 2000 m                      | 5.42,15      | Veerle Dejaeghere                                                                            | Heusden-Zolder    | 14 juli 2001      |
| 3000 m                      | 8.49,31      | Veerle Dejaeghere                                                                            | Helsinki          | 15 juni 2000      |
| 4 × 100 m estafette         | 42,54 s      | Olivia Borlée Hanna Mariën Élodie Ouédraogo Kim Gevaert                                      | Peking            | 22 augustus 2008  |
| 4 × 200 m estafette         | 1.35,38      | Racing Club Gent: Justine Goossens Cloë Van der Meulen Kiné Gaye Imke Vervaet                | Jambes            | 5 september 2021  |
| 4 × 400 m estafette         | 3.22,12      | Cynthia Bolingo Mbongo Hanne Claes Helena Ponette Camille Laus                               | München           | 20 augustus 2022  |
| 4 × 400 m estafette (clubs) | 3.38,79      | Daring Club Leuven Atletiek: Nina Hespel Benedikt Tchimou Marie Fickers Hanne Claes          | Eigenbrakel       | 18 september 2023 |
| 4 × 800 m estafette         | 8.36,4 (HT)  | Hermes Club Oostende: Griet Vanmassenhove Ingrid Delagrange Linda Milo Regine Berg           | Waregem           | 26 juli 1986      |
| Gemengd                     |              |                                                                                              |                   |                   |
| 4 × 400 m estafette         | 3.09,36      | Alexander Doom Helena Ponette Jonathan Sacoor Naomi Van Den Broeck                           | Saint-Denis       | 3 augustus 2024   |
| 4 × 400 m estafette (clubs) | 3.16,29      | Olympic Essenbeek Halle: Dylan Borlée Martina Weil Restrepo ( CHI) Kevin Borlée Camille Laus | Luik              | 7 mei 2023        |

### Lange afstand
| Onderdeel                    | Record    | Persoon               | Plaats         | Jaar              |
| ---------------------------- | --------- | --------------------- | -------------- | ----------------- |
| Mannen                       |           |                       |                |                   |
| 5000 m                       | 12.49,71  | Mohammed Mourhit      | Brussel        | 25 augustus 2000  |
| 10.000 m                     | 26.52,30  | Mohammed Mourhit      | Brussel        | 3 september 1999  |
| 20.000 m                     | 56.20.02  | Bashir Abdi           | Brussel        | 4 september 2020  |
| 25.000 m                     | 1:17.35   | Marc De Blander       | Denderleeuw    | 2 september 1981  |
| 30.000 m                     | 1:33.22   | Marc De Blander       | Denderleeuw    | 2 september 1981  |
| 1 uur                        | 21.322 m  | Bashir Abdi           | Brussel        | 4 september 2020  |
| 10 km                        | 27.10     | Isaac Kimeli          | Valencia       | 12 januari 2025   |
| halve marathon               | 59.51     | Bashir Abdi           | Gentbrugge     | 12 maart 2023     |
| marathon                     | 2:03.36   | Bashir Abdi           | Rotterdam      | 24 oktober 2021   |
| 10 km snelwandelen           | 40.04,8   | Jos Martens           | Sittard        | 26 maart 1988     |
| 20 km snelwandelen           | 1:23.13   | Jos Martens           | Goirle         | 10 april 1988     |
| 20.000 m snelwandelen (baan) | 1:25.32,4 | Dirk Nicque           | Tilburg        | 6 april 1997      |
| 50 km snelwandelen           | 3:47.34   | Godfried Dejonckheere | Arras          | 10 september 1989 |
| 50.000 m snelwandelen (baan) | 4:05.54,8 | Dirk Nicque           | Rotterdam      | 14 juni 1998      |
| Vrouwen                      |           |                       |                |                   |
| 5000 m                       | 14.42,93  | Jana Van Lent         | Londen         | 19 juli 2025      |
| 10.000 m                     | 31.03,60  | Marleen Renders       | Heusden-Zolder | 5 augustus 2000   |
| 1 uur                        | 17.315 m  | Nina Lauwaert         | Brussel        | 4 september 2020  |
| 10 km                        | 31.12     | Chloé Herbiet         | Berlijn        | 27 juli 2025      |
| halve marathon               | 1:08.56   | Marleen Renders       | Den Haag       | 24 maart 2002     |
| marathon                     | 2:23.05   | Marleen Renders       | Parijs         | 7 april 2002      |
| 10 km snelwandelen           | 49.55     | Sabine Desmet         | New York       | 2 mei 1987        |

### Meerkamp
| Onderdeel | Record      | Persoon          | Plaats | Jaar           |
| --- | ----------- | ---------------- | ------ | -------------- |
| tienkamp (mannen) | 8519 punten | Hans Van Alphen  | Götzis | 26/27 mei 2012 |
| 10,96 (100 m), 7,62 m (ver), 15,23 m (kogel), 2,06 m (hoog), 49,54 (400 m) 14,55 (110 m horden), 45,45 m (discus), 4,96 m (polsstok), 64,15 m (speer), 4.20,87 (1500 m) |             |                  |        |                |
| zevenkamp (vrouwen) | 7013 punten | Nafissatou Thiam | Götzis | 27/28 mei 2017 |
| 13,34 s (100 m horden), 1,98 m (hoog), 14,51 m (kogel), 24,40 s (200 m), 6,56 m (ver), 59,32 m (speer), 2.15,24 (800 m)                                                 |             |                  |        |                |

## Indoor

### Springen
| Onderdeel            | Record  | Persoon             | Plaats     | Jaar             |
| -------------------- | ------- | ------------------- | ---------- | ---------------- |
| Mannen               |         |                     |            |                  |
| Hoogspringen         | 2,31 m  | Eddy Annys          | Simmerath  | 19 januari 1986  |
| Polsstokhoogspringen | 5,82 m  | Ben Broeders        | Toruń      | 8 februari 2023  |
| Verspringen          | 8,08 m  | Erik Nys            | Gent       | 12 februari 1995 |
| Hink-stap-springen   | 16,90 m | Michael Velter      | Gent       | 29 januari 2005  |
| Vrouwen              |         |                     |            |                  |
| Hoogspringen         | 2,05 m  | Tia Hellebaut       | Birmingham | 3 maart 2007     |
| Polsstokhoogspringen | 4,56 m  | Elien Vekemans      | Rouen      | 24 januari 2025  |
| Verspringen          | 6,79 m  | Nafissatou Thiam    | Liévin     | 1 maart 2020     |
| Hink-stap-springen   | 14,31 m | Svetlana Bolshakova | Gent       | 13 februari 2011 |

### Werpen
| Onderdeel   | Record  | Persoon             | Plaats           | Datum            |
| ----------- | ------- | ------------------- | ---------------- | ---------------- |
| Mannen      |         |                     |                  |                  |
| Kogelstoten | 18,92 m | Matthias Quintelier | Louvain-la-Neuve | 26 februari 2022 |
| Vrouwen     |         |                     |                  |                  |
| Kogelstoten | 17,87 m | Jolien Boumkwo      | Gent             | 19 februari 2023 |

### Horden
| Onderdeel   | Record | Persoon       | Plaats    | Datum           |
| ----------- | ------ | ------------- | --------- | --------------- |
| Mannen      |        |               |           |                 |
| 60 m horden | 7,51 s | Elie Bacari   | Luxemburg | 19 januari 2025 |
| Vrouwen     |        |               |           |                 |
| 60 m horden | 7,92 s | Eline Berings | Turijn    | 6 maart 2009    |

### Sprint / middellange afstand
| Onderdeel                   | Record  | Persoon                                                                                    | Plaats           | Jaar                                               |
| --------------------------- | ------- | ------------------------------------------------------------------------------------------ | ---------------- | -------------------------------------------------- |
| Mannen                      |         |                                                                                            |                  |                                                    |
| 60 m                        | 6,56 s  | Ronald Desruelles                                                                          | Maastricht       | 10 februari 1985                                   |
| 100 m                       | 10,35 s | Patrick Stevens                                                                            | Tampere          | 12 februari 1996                                   |
| 200 m                       | 20,66 s | Patrick Stevens Erik Wijmeersch Patrick Stevens                                            | Liévin Gent      | 19 februari 1995 12 februari 1997 25 februari 2000 |
| 300 m                       | 32,72 s | Kevin Borlée                                                                               | Gent             | 10 februari 2013                                   |
| 400 m                       | 45,25 s | Alexander Doom                                                                             | Glasgow          | 2 maart 2024                                       |
| 600 m                       | 1.14,92 | Eliott Crestan                                                                             | Louvain-la-Neuve | 25 januari 2025                                    |
| 800 m                       | 1.44,69 | Eliott Crestan                                                                             | Ostrava          | 4 februari 2025                                    |
| 1000 m                      | 2.17,17 | Pieter Sisk                                                                                | Gent             | 3 februari 2024                                    |
| 1500 m                      | 3.34,49 | Ruben Verheyden                                                                            | Metz             | 8 februari 2025                                    |
| 1 mijl                      | 3.52,66 | Thomas Vanoppen                                                                            | Boston           | 10 februari 2024                                   |
| 2000 m                      | 5.00,0  | Miel Puttemans                                                                             | Berlijn          | 18 februari 1973                                   |
| 3000 m                      | 7.37,05 | John Heymans                                                                               | Boston           | 8 februari 2025                                    |
| 3000 m snelwandelen         | 12.08,9 | Philippe Burton                                                                            | Liévin           | 18 januari 1987                                    |
| 4 × 200 m estafette (clubs) | 1.25,56 | Racing Club Brussel: Dylan Borlée Kevin Borlée Jonathan Borlée Raymond Bang-Cuse ( FRA)    | Gent             | 13 februari 2016                                   |
| 4 × 400 m estafette (land)  | 3.02,51 | België: Dylan Borlée Jonathan Borlée Jonathan Sacoor Kevin Borlée                          | Birmingham       | 4 maart 2018                                       |
| 4 × 400 m estafette (clubs) | 3.21,39 | Racing Club Tienen Atletiek: Kenny Deflem Gijsbrecht Huts Sam Giedts Gerbrand Huts         | Apeldoorn        | 11 maart 2017                                      |
| Vrouwen                     |         |                                                                                            |                  |                                                    |
| 60 m                        | 7,08 s  | Rani Rosius                                                                                | Apeldoorn        | 9 maart 2025                                       |
| 200 m                       | 23,01 s | Imke Vervaet                                                                               | Gent             | 23 februari 2025                                   |
| 300 m                       | 36,69 s | Cynthia Bolingo Mbongo                                                                     | Gent             | 23 februari 2019                                   |
| 400 m                       | 51,62 s | Cynthia Bolingo Mbongo                                                                     | Glasgow          | 2 maart 2019                                       |
| 600 m                       | 1.29,0  | Regine Berg                                                                                | Vittel           | 27 februari 1988                                   |
| 800 m                       | 2.00,46 | Sandra Stals                                                                               | Birmingham       | 20 februari 2000                                   |
| 1000 m                      | 2.39,68 | Sandra Stals                                                                               | Liévin           | 26 februari 2005                                   |
| 1500 m                      | 4.05,71 | Elise Vanderelst                                                                           | Liévin           | 9 februari 2021                                    |
| 1 mijl                      | 4.29,31 | Elise Vanderelst                                                                           | Ostrava          | 30 januari 2024                                    |
| 3000 m                      | 8.47,74 | Lisa Rooms                                                                                 | Metz             | 8 februari 2025                                    |
| 3000 m snelwandelen         | 13.58,3 | Sabine Desmet                                                                              | Liévin           | 24 januari 1987                                    |
| 4 × 200 m estafette         | 1.36,09 | Racing Club Gent Atletiek Imke Vervaet Cloë Van der Meulen Laures Bauwens Justine Goossens | Gent             | 2 februari 2025                                    |
| 4 × 400 m estafette         | 3.28,05 | België Naomi Van Den Broeck Helena Ponette Camille Laus Cynthia Bolingo Mbongo             | Glasgow          | 3 maart 2024                                       |

### Lange afstand
| Onderdeel           | Record   | Persoon           | Plaats    | Jaar             |
| ------------------- | -------- | ----------------- | --------- | ---------------- |
| Mannen              |          |                   |           |                  |
| 5000 m              | 13.03,46 | John Heymans      | Boston    | 26 januari 2024  |
| 10.000 m            | 28.12,4  | Miel Puttemans    | Pantin    | 22 februari 1975 |
| 5000 m snelwandelen | 18.54,67 | Jos Martens       | Boedapest | 6 maart 1988     |
| Vrouwen             |          |                   |           |                  |
| 5000 m              | 16.21,31 | Véronique Collard | Gent      | 8 februari 1998  |

### Meerkamp
| Onderdeel | Record      | Persoon                 | Plaats    | Jaar           |
| --- | ----------- | ----------------------- | --------- | -------------- |
| zevenkamp (mannen) | 6259 punten | Thomas Van Der Plaetsen | Sopot     | 7/8 maart 2014 |
| 7,13 s (60 m), 7,67 m (ver), 14,32 m (kogel), 2,12 m (hoog), 8,16 s (60 m horden), 5,20 m (polsstok), 2.40,50 (1000 m) |             |                         |           |                |
| zevenkamp (mannen) | 6259 punten | Jente Hauttekeete       | Apeldoorn | 7/8 maart 2025 |
| 6,93 s (60 m), 7,30 m (ver), 14,98 m (kogel), 2,07 m (hoog), 7,95 s (60 m horden), 5,10 m (polsstok), 2.39,82 (1000 m) |             |                         |           |                |
| vijfkamp (vrouwen) | 5055 punten | Nafissatou Thiam        | Istanbul  | 3 maart 2023   |
| 8,23 s (60 m horden), 1,92 m (hoogspringen), 15,54 m (kogelstoten), 6,62 m (verspringen), 2.13,60 (800 m)              |             |                         |           |                |